# Philibert Baudot
Philibert Baudot (né en 1430, décédé le 10 octobre 1506) est un seigneur bourguignon du XVe siècle qui a servi en tant que conseiller du dernier duc de Bourgogne puis du roi de France.

## Biographie
Issu d'une famille de juristes au service des ducs de Bourgogne, Philibert (aussi dit Philippe) Baudot (ou Baudolt) est le fils de Pierre Baudot et de Guillemette de Berbisey. D'abord au service de Charles le Téméraire, dernier duc Valois de Bourgogne, il sert le roi de France Louis XI après le rattachement du duché à la couronne. Maître des requêtes, avocat fiscal au parlement de Bourgogne (dès 1474), il est nommé par Louis XI gouverneur de la chancellerie de Bourgogne (1477). Il est ensuite conseiller au parlement de Paris et au Grand Conseil. 
Philibert Baudot épouse Claude de Mailly le 21 avril 1493, à Dijon ; il a un fils, Lazare. De par ses fonctions et son mariage, il acquiert une grande fortune. Il possède plusieurs seigneuries en Bourgogne : Chazeuil, Cessey-sur-Tille, Chaudenay, Sainte-Sabine, Saint-Thibault, Marey-sur-Tille en partie, Fossey, La Motte Saint-Apollinaire. Il subira un siège en son château de Cessey de la part de Jean de Beaujeu au sujet de droits de haute justice concernant cette terre.
Les armes des Baudot sont : "d'azur, à trois têtes de léopard d'or posées 2 et 1 ; au chef d'argent chargé d'une croix patée au pied fiché de sable".

## Sources
- Pierre Palliot, Parlement de Bourgogne.
- Claude Courtépée (Abbé) et Beguillet, Description générale et particulière du duché de Bourgogne, (écrit vers 1775), 3e édition, Avallon, 1967.
- Jougla de Morénas, Grand Armorial de France.
- Encyclopédie du XIXe siècle, Larousse.